# Список президентів Сахарської Арабської Демократичної Республіки
У статті подано список президентів Сахарської Арабської Демократичної Республіки

## Список
| Порядок | Ім'я (роки життя)                  | Фото | Початок терміну | Кінець терміну | Політична партія |
| ------- | ---------------------------------- | ---- | --------------- | -------------- | ---------------- |
| 1       | Мустафа Саїд ель-Уалі (1948—1976)  |      | 29 лютого 1976  | 9 червня 1976  | Полісаріо        |
| —       | Махфуд Алі Бейба (1953—2010) в. о. |      | 10 червня 1976  | 30 серпня 1976 | Полісаріо        |
| 2       | Мухаммед Абдельазіз (1947–2016)    |      | 30 серпня 1976  | 31 травня 2016 | Полісаріо        |
| —       | Хатрі Аддух (1956—) в. о.          |      | 31 травня 2016  | 12 липня 2016  | Полісаріо        |
| 3       | Брагім Галі (1949–)                |      | 12 липня 2016   | дотепер        | Полісаріо        |